# Live Ammo
Live Ammo var ett kortlivat finskt-svenskt rockband aktivt under mitten 1990-talet, som evovlerade runt gitarristen och låtskrivaren Andy McCoy. 

## Biografi
Live Ammo föddes som bakgrundsband för Andy McCoys kritikerrosade skiva Building On Tradition, som gavs ut 1995. Till gruppen hörde då Andys fru Angela Nicoletti på sång, Christian André på keyboards, Gyp Casino på trummor och Dan Lagerstedt på bas, samt naturligtvis McCoy själv på sång och gitarr. Skivan blev en stor framgång i Finland och rönte också en hel del intresse utomlands, speciellt som McCoys tidigare projekt Cherry Bombz och Shooting Gallery hade fallit platt kommersiellt sett. Singeln Strung Out är till dags dato en av McCoys största klassiker.
Efter en turné för att göra reklam för skivan, tyckte medlemmarna att samarbetet fungerade så bra att de fortsatte spela tillsammans, även om inga nya spår spelades in. Mellan 1995 och 1997 gjordes vissa personalbyten. 
Bandet pendlade mellan Stockholm och Helsingfors och gjorde två turnéer i Finland, men splittrades strax innan året 1996 slut.  

## Medlemmar
Senaste medlemmar
- Andy McCoy – sång, gitarr (1995–1996)
- Angela Nicoletti – sång (1995–1996)
- Dan Lagerstedt – gitarr, sång (1995–1996)
- Gyp Casino – trummor (1995–1996)

Tidigare medlemmar
- Andy Christell – basgitarr (1995)
- Peter Wahlberg – gitarr, sång (1995–1996)
- Christian André – keyboard (1995–1996)